# ドラマティコ
ドラマティコ（イタリア語: drammatico）はイタリア語で「演劇の」「劇的な」と言う意味の形容詞で、より正確にはドランマティコと発音する。音楽用語としては声楽の声質名として用いられ、重厚で劇的な表現力を持つ声質を、「テノーレ・ドランマティコ」「ソプラノ･ドランマティコ」等と呼ぶ。一般的には英語による「ドラマティック・ソプラノ」といった言い方も用いられている。